# VVA-14反潛機
VVA-14反潛機是蘇聯別里耶夫設計局設計的反潛機，這是一架設計怪異的飛機，因為它的設計融合了翼地效應，其設計師羅拔．巴蒂尼，他不是蘇聯人而是意大利人，其研發計劃在1974年，已經作了107次試飛和103飛行小時，但隨著其設計師的死再加上蘇聯軍方對這個項目也漸失去興趣，整個計劃被取消下馬，VVA-14祇造了兩架原型機而且祇有一架能保留在俄羅斯莫尼諾航空博物館。

## 基本資料
- 機長：25.97米
- 翼展：30米
- 機高：6.79米
- 空重：23236公斤
- 載重：52000公斤
- 發動機：2至4俱索洛維耶夫D-30渦輪噴射發動機（推力=67kN）
- 昇限：10000米
- 最快時速：760公里/小時
- 巡航時速：640公里/小時
- 航程：2450公里
- 乘員：3人

## 設計簡介

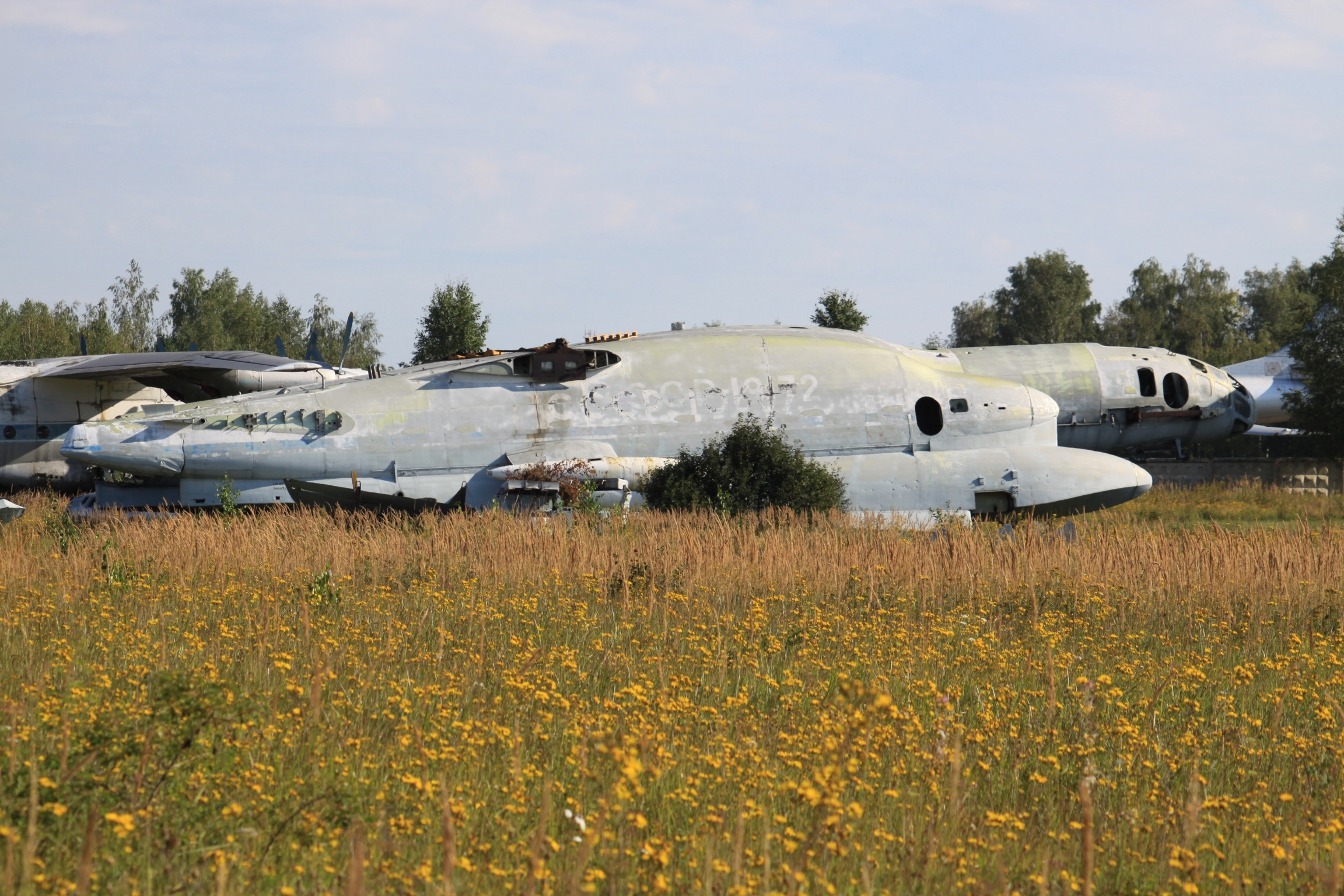
像一隻大海龜伏在草地上的VVA-14反潛機

VVA-14採用了一個管狀中央機身，前方為駕駛艙，管狀機身再向左右兩側延伸，在其上方形成一個龜殼狀結構，在其左右下方有浮筒，在龜殼狀結構後方裝上一對平直的機翼，再後方就是機尾，它採用雙垂直尾翼，在雙垂直尾翼中間裝有一對噴射發動機，另外還有兩個噴射發動機裝在駕駛艙左右兩側。
VVA-14的龜殼狀結構其實是個升力體，它能和機翼一起產生升力，它也可以借翼地效應在貼近水面的超低空作高速飛行，設計師還計劃進一步在這個昇力體裝上12部RD-36舉升發動機，令它可以垂直升降，但這個大膽的設計未有實施。
VVA-14有兩架原型機，一架祇在機身後上方安裝一對噴射發動機，另一架除了這一對發動機，還在機頭左右兩側也各安裝了一部噴射發動機。
作為一架反潛機，VVA-14會加裝磁異探測器等反潛設施。

## 研發國家
- 苏联

## 外部連結
- The Strangest Aircraft Ever Built: The Soviet Union's VVA-14 （页面存档备份，存于）